# 梅日杜列琴斯基区
梅日杜列琴斯基区（俄语：Междуреченский район）是俄罗斯联邦沃洛格达州下辖的一个区，其行政中心为舒伊斯科耶。据2016年统计，该区的人口为5625人。